# 中国科学社暨明复图书馆旧址
31°12′33″N 121°27′43″E / 31.20904°N 121.461923°E
中国科学社暨明复图书馆旧址，是上海市文物保护单位和黄浦区文物保护单位，由明复楼和会心楼两栋楼组成。楼前植有“活化石”水杉树。
- 中国科学社上海总办事处旧址，目前简称会心楼，是原中国科学社总办事处和中国民主促进会旧址。1945年12月，中国民主促进会在这幢楼里成立，这一事实在2005年被最终确认[1]。
- 中国科学社明复图书馆旧址，目前简称明复楼，是原中国科学社在上海建筑的图书馆新馆。该建筑的名字是为了纪念中国的第一位数学博士、中国科学社首届董事会成员胡明复[1]。明复楼于2004年被列入上海市第四批优秀历史建筑[2]，目前为黄浦区明复图书馆的图书馆主楼，内设原明复图书馆的纪念陈列。

1996年和2014年，两幢楼按“中国科学社暨明复图书馆旧址”的名义，分别入列黄浦区文物保护单位和第八批上海市文物保护单位。

## 会心楼

### 建筑特色
会心楼（中国科学社旧楼，陕西南路237号），即中国科学社总办事处旧址。该楼为二层小楼，具有西班牙式建筑特色。

### 科学社旧址
中国科学社，是20世纪前半叶在中国影响最大、覆盖面最广、参加人数最多的科学团体。其宗旨是：“联络同志，研究学术，以共图中国科学之发达。”1928年，中国科学社决定在上海陕西南路购入房地三亩余，作为总社所，并在1930年建筑图书馆。

### 民进成立大会旧址
1945年12月30日，以“发扬民主精神，推进中国民主政治之实践”为宗旨的中国民主促进会在这里成立。但在后来，此处近乎被民进所遗忘，甚至该党的成立地点也一度成为了该党历史上“一个难解的谜”。1956年，中国科学社将它捐献给国家:第二篇第一章第三节，其后数十年成为七户人家安身立命的民宅。2004年，卢湾区斥资动迁居民，重新修整，将小楼基本恢复原貌，而后将小楼交给卢湾区图书馆。
1999年6月17日，民进中央在卢湾区图书馆举行了民进成立旧址揭牌仪式。但据柯灵回忆，民进成立大会并不是在图书馆大楼开的，而是在一座小洋房内开的。当时，卢湾区图书馆是由中国科学社旧楼与明复图书馆组成，“文革”期间，中国科学社的小楼又被与明复图书馆分隔开，有七户居民入住，面貌不复如初，旧址“难以考证”。
2005年1月14日，宓逸群从加拿大回沪探亲，时任民进中央副主席严隽琪提议一起到到卢湾区图书馆游玩；经过宓老指证，民进中央终于确认该处就是民进成立大会旧址。同年6月3日，小楼正式作为卢湾区图书馆的楼栋启用，第一次活动是《会心一笑——赵丽宏散文作品赏读会》，由上海市卢湾区图书馆和民进上海市委会文化艺术委员会联合主办，故该楼栋从此被命名为“会心楼”。

### 会心楼布局
近年来，黄浦区明复图书馆将书画、连环画资料建成数据库，供读者在线浏览。目前，会心楼以举办各类文学艺术沙龙、作家作品赏读会、民进会史教育等活动为主。具体布局如下：
- 一层 新文学沙龙
- 二层 古籍资料室书画资料室
- 辅楼 连环画阅览室

## 明复楼

### 建筑结构
明复楼，原为明复图书馆。南面三层分别设置办公室、阅览室和会议大厅；北面五层为书库，装有固定钢制书架，所有的钢架、钢门和钢窗都是在美国定制，防火防潮。书库间本来有手摇电梯连接，不过因为年久失修，现已被拆除。

### 由中国科学社明复图书馆至上海市科学技术图书馆

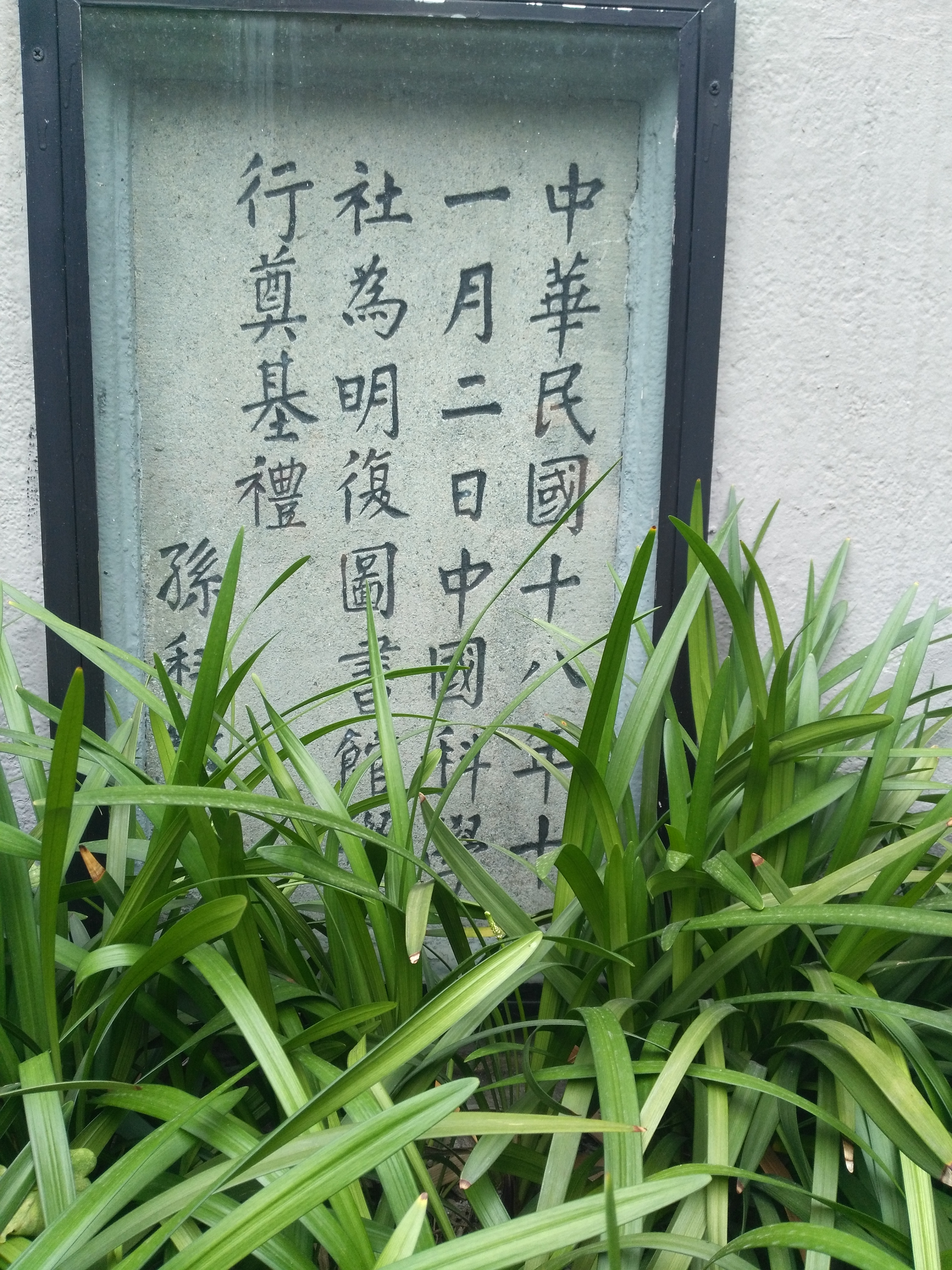
明复图书馆奠基石

1918年，随着中国科学社成员陆续回国，科学社活动也从康奈尔大学转移到南京、上海等地。1920年8月15日，中国科学社图书馆在南京成贤街文德里的中国科学社北楼成立，并于1922年1月开馆。1928年，该社决定在上海购地建立社所和图书馆。在图书馆的筹备期间，胡明复不幸溺水身亡，终年36岁。当时胡明复既是社董，又是会计和编辑，同时还到处奔走筹款与募捐。
1929年9月，中国科学社在上海亚培尔路（今陕西南路）购买土地，建造新的图书馆，其也成为中国第一座采用新式设计的公共图书馆:第二篇第一章第三节。
图书馆落成时，蔡元培提议以胡明复之名命名图书馆。故而将该馆命名为“明复图书馆”（今明复图书馆之明复楼），以示对中国科学社创始人胡明复的纪念；而蔡元培在开幕式上也致辞称：
|  | 此馆纪念胡明复先生，因为他是本社重要发起人，为本社牺牲极大，直至于逝世日，尚勤于社务。故本社第一伟大建筑物即以纪念明复先生。 |

1931年1月1日，该馆举行开馆仪式。马相伯不顾风寒，赶到会场；蔡元培在开幕式上则盛赞该馆是“合乎科学装置的图书馆”，“望将来能由该馆扩充为书版博物馆——陈列古代圣经，广纳四方善本”，甚至还建议南京、北平、杭州和上海各图书馆及各藏书家“将甲骨文，明、元、宋，甚至唐、隋等年代的刻本、抄本都送来陈列”。新馆建成后，原在南京的图书馆藏书，除生物书刊仍留南京供中国科学社生物研究所参考之用外，其余书刊均移入上海新馆。
明复图书馆是一个科学专业图书馆，设立目的在于供科学研究工作者使用。馆舍是专门为图书馆设计的建筑，钢筋水泥结构，3层楼房，面积1155平方米。书库4层，可容纳图书22万册。据粗略统计，至1949年上海解放前夕该馆实有藏书中文3万余册，西文2万余册，其中经过装订成册的西文杂志7000余册。明复图书馆对外开放阅览，外借则限于科学社社员。抗战前每天开放时间4小时，读者均一天20人左右:第二篇第一章第三节。
抗日战争期间，南京藏书随科学社内迁重庆北碚，抗战胜利后，由于南京的中国科学社及生物研究所的建筑已毁于战火，北碚藏书全部移藏上海馆:第二篇第一章第三节。
上海解放后，图书馆继续开放，读者有所增加。1952年，得上海市文化局经费补助，用以添置新的中文科技书刊。1954年，文化局补助专款成立科普阅览室。同年，中国科学社理事会决定将明复图书馆全部藏书及基地、馆舍、设备和购书基金等捐献给上海市人民政府，并于1955年2月由文化局接办:第二篇第一章第三节。 1954年，中国科学社社长任鸿隽与胡先骕在明复图书馆楼前水杉树前留影纪念。
文化局接办明复图书馆后，因原图书馆仅有6名工作人员，故陆续充实工作人员数量，并不断补充馆藏——先是将1955年中华化学工业会图书馆捐献政府的的全部藏书并入，后又接收了雷士德医学研究所部分藏书。此外，前中国工程师学会、中国机械工程学会、电机工程学会的藏书，也先后通过中华全国自然科学专门学会联合会上海分会捐献给政府，拨交明复图书馆入藏。一年后明复图书馆于1956年正式改建成上海市科学技术图书馆，聘请科学家任鸿隽为馆长:第二篇第一章第三节。
1958年12月18日，经上海市文化局同意，上海市科学技术图书馆等四馆联名对外发文，宣布机构已经合并统一，自1959年1月1日起，对外来往由上海图书馆统一办理；只是在馆内，各馆长依然分任原职，实行联合办公，馆的业务领导机构为四馆馆长联席会议，文化局分管副局长为联席会议召集人。至1962年11月12日，市人民政府任命顾廷龙为上海图书馆馆长:第二篇第二章第一节。

### 由上海市立图书馆、人民图书馆到卢湾区图书馆
1956年，原上海市人民图书馆下设各区级阅览室脱离原建制，交由各区并组成一批区图书馆:第二篇第一章一节。
1958年10月，经市委宣传部同意，上海市文化局调整市级公共图书馆的布局，人民图书馆裁撤，留存部分书刊、设施和工作人员移交卢湾区以建立卢湾区图书馆，编制下放卢湾区:第二篇第一章一节。1959年元旦，卢湾区图书馆正式成立，对外开放。
后来，因市文化局需要将复兴中路原馆址另作他用，另拨原市科学技术图书馆馆舍作区馆之用，遂于1959年8月（一说1959年7月6日）迁至本建筑内，继续开放:第二篇第一章一节。
2000年5月，卢湾区图书馆在明复楼举行“中国科学社明复图书馆旧址史料展览室”开幕仪式，并为胡明复铜像揭幕。

### 明复楼布局

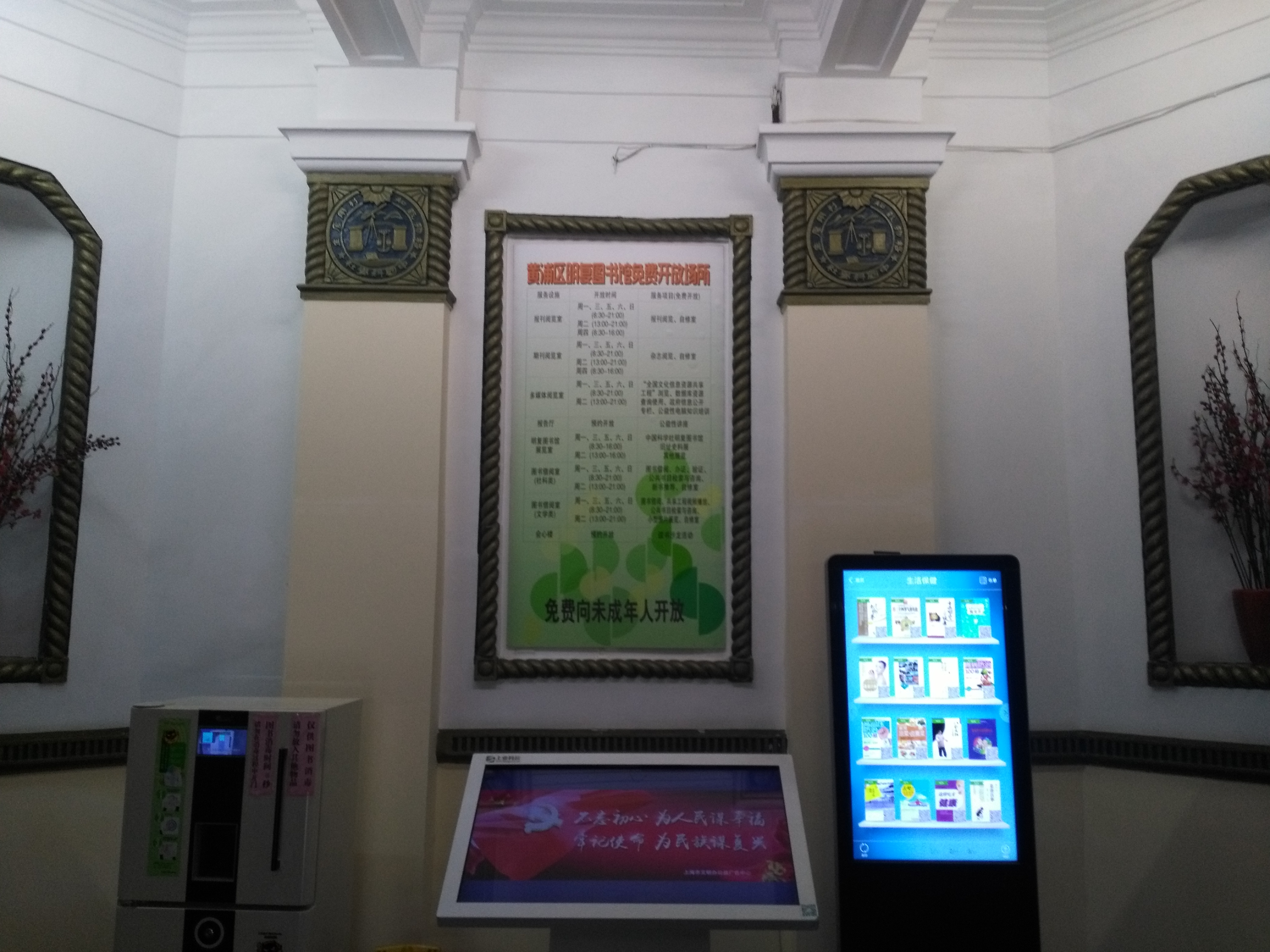
一楼大堂

明复楼目前内设图书借阅、“中国科学社明复图书馆旧址史料展览室”等服务窗口，可为读者提供上海市中心图书馆“一卡通”图书借阅、公共书目查询、主题图书阅览等服务项目。具体布局如下：
- 一层 大堂，中国科学社明复图书馆旧址史料展览室（东北侧）
- 二层 科技图书借阅厅
- 三层 文艺图书借阅厅